# یورگولیگ
یورگولیگ (به لاتین: Yurgulig) یک منطقهٔ مسکونی در روسیه است که در داغستان واقع شده‌است.